# Санта-Марія-де-Соту
Санта-Марія-де-Соту (порт. Santa Maria de Souto; МФА: [ˈsɐ̃.tɐ mɐ.ˈɾi.ɐ dɨ ˈso.tu]) — парафія в Португалії, у муніципалітеті Гімарайнш. Розташована в північно-західній частині країни, на теренах історичної португальської провінції Дору-Міню. Входить до складу округу Брага. За адміністративним поділом, чинним до 1976 року, терени парафії були складовою провінції Міню. Належить до Бразької архідіоцезії Католицької церкви. Патрон — Діва Марія. Площа — 4,4051 км². Населення — 771 ос. (2011). Сильно урбанізований регіон. Густота населення — 175,02 осіб/км²
. Код — 030845.

## Назва
- Соту-(Санта-Марія) (порт. Souto (Santa Maria)) — офіційна назва.

## Населення
| Кількість мешканців | Кількість мешканців | Кількість мешканців | Кількість мешканців | Кількість мешканців | Кількість мешканців | Кількість мешканців | Кількість мешканців | Кількість мешканців | Кількість мешканців | Кількість мешканців | Кількість мешканців | Кількість мешканців | Кількість мешканців | Кількість мешканців |
| ------------------- | ------------------- | ------------------- | ------------------- | ------------------- | ------------------- | ------------------- | ------------------- | ------------------- | ------------------- | ------------------- | ------------------- | ------------------- | ------------------- | ------------------- |
| 1864                | 1878                | 1890                | 1900                | 1911                | 1920                | 1930                | 1940                | 1950                | 1960                | 1970                | 1981                | 1991                | 2001                | 2011                |
| 362                 | 401                 | 347                 | 405                 | 389                 | 396                 | 457                 | 593                 | 685                 | 777                 | 796                 | 705                 | 760                 | 831                 | 771                 |